# Clermont (Indiana)
Clermont és una població dels Estats Units a l'estat d'Indiana. Segons el cens del 2000 tenia 1.477 habitants.

## Demografia
Segons el cens del 2000, Clermont tenia 1.477 habitants, 598 habitatges, i 420 famílies. La densitat de població era de 838,6 habitants per km².
Dels 598 habitatges en un 28,8% hi vivien nens de menys de 18 anys, en un 58,4% hi vivien parelles casades, en un 9,2% dones solteres, i en un 29,6% no eren unitats familiars. En el 22,7% dels habitatges hi vivien persones soles el 6,7% de les quals corresponia a persones de 65 anys o més que vivien soles. El nombre mitjà de persones vivint en cada habitatge era de 2,47 i el nombre mitjà de persones que vivien en cada família era de 2,92.
Per edats la població es repartia de la següent manera: un 23,3% tenia menys de 18 anys, un 5,7% entre 18 i 24, un 30,5% entre 25 i 44, un 26,3% de 45 a 60 i un 14,2% 65 anys o més.
L'edat mediana era de 40 anys. Per cada 100 dones de 18 o més anys hi havia 91,7 homes.
La renda mediana per habitatge era de 51.875$ i la renda mediana per família de 64.464$. Els homes tenien una renda mediana de 40.500$ mentre que les dones 27.974$. La renda per capita de la població era de 25.149$. Entorn del 4% de les famílies i el 6,8% de la població estaven per davall del llindar de pobresa.

## Poblacions més properes
El següent diagrama mostra les poblacions més properes.